# Svettband

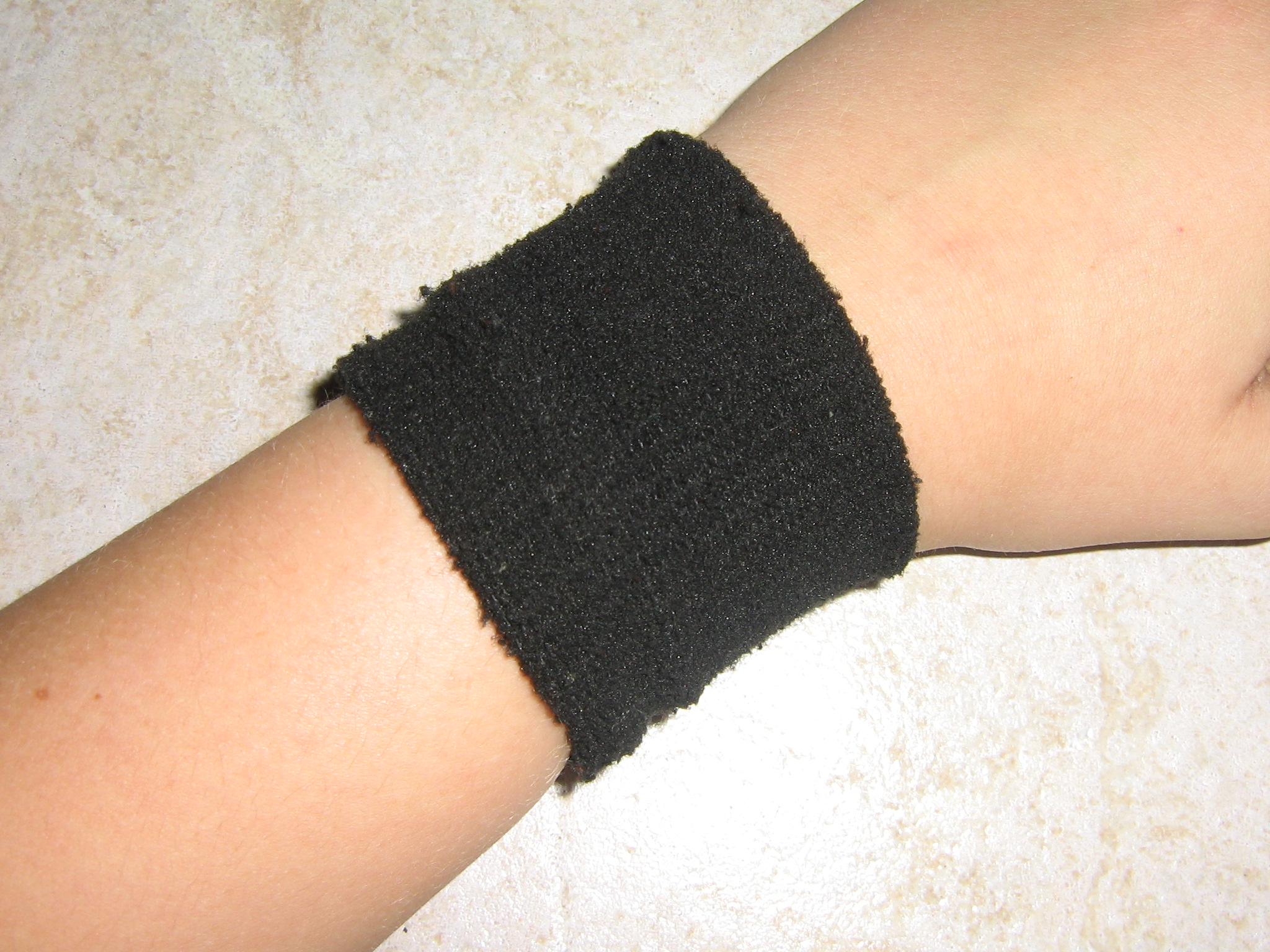
Svettband på handled.

Svettband är ett armband av tyg som man brukar använda vid idrotter som till exempel tennis, för att kunna torka bort svett från ansiktet. Svettband bärs även som pannband för att suga upp svett. 
Svettband finns även i till exempel mössor.